# Крисчен (округ, Кентукки)
Кри́счен (англ. Christian County) — округ в штате Кентукки. По переписи 2000 года население округа составляет 72 265 человек. Окружным центром является город Хопкинсвилл.

## История
Округ назван в честь ветерана Войны за независимость, полковника Уильяма Крисчена. Он поселился вблизи Луисвилла, Кентукки в 1785 году и был убит индейцами в Индиане в 1786 году.
В 2017 году северо-западная часть округа сможет наиболее долго наблюдать полное солнечное затмение.

## География
По переписи 2000 года, площадь округа составляет 1875,2 км², из которых 1868,2 км² занимает суша и 7,0 км² вода.

### Соседние округа
- Хопкинс (север)
- Мьюленберг (северо-восток)
- Тодд (восток)
- Монтгомери (юго-восток)
- Стьюарт (юго-запад)
- Тригг (запад)
- Колдуэлл (северо-запад)

### Города, входящие в округ
- Крофтон
- Хопкинсвилл
- Ла-Фейетт
- Ок-Гров
- Пемброк

### Невключённые территории
- Фэрвью
- Фирсвилл
- Форт Кемпбелл-Норт
- Грейси
- Херндон
- Келли

## Демография
По переписи 2000 года, в округе Кристиан проживает 72 265 человек, имеется 24 857 домохозяйств и 18 344 семьи, проживающих в округе. Плотность населения 39 чел./км². В округе 27 182 единицы жилья со средней плотностью 15 чел./км². Расовый состав состоит из 69,92 % белых, 23,73 % афроамериканцев, 0,52 % коренных американцев, 0.91 % азиатов, 0,32 % выходцев с тихоокеанских островов, 2,23 % других рас и 2,37 % — две или более рас. Латиноамериканцев любой расы — 4,83 %.
В округе Кристиан существует 24 857 домохозяйств, в которых 41,10 % семей имеют детей в возрасте до 18 лет, проживающих с ними, имеется 57,00 % супружеских пар, живущих вместе, 13,60 % женщин проживают без мужей, а 26,20 % не имеют семьи. 22,50 % всех домохозяйств состоит из отдельных лиц и 8,50 % из одиноких людей в возрасте 65 лет и старше. Средний размер домохозяйства — 2,66, средний размер семьи — 3,12.
В округе проживает 28,30 % населения в возрасте до 18 лет, 15,80 % с 18 до 24 лет, 30,10 % с 25 до 44 лет, 16,00 % от 45 до 64 лет и 9,80 % от 65 лет и старше. Средний возраст составляет 28 лет. На каждые 100 женщин приходится 106,60 мужчин, а на каждые 100 женщин в возрасте 18 лет и старше насчитывается 107,60 мужчин.
Средний доход на домохозяйство составляет 31 177 USD, средний доход на семью — 35 240 USD. Мужчины имеют средний доход 25 063 USD против 20 748 USD у женщин. Доход на душу населения в городе равен 14 611 USD. 12,10 % семей или 15,00 % населения живут за чертой бедности, в том числе 19,30 % из них моложе 18 лет и 13,50 % в возрасте 65 лет и старше.